# Volterra
Volterra és una ciutat de Toscana a Itàlia, a la província de Pisa, amb uns 15.000 habitants. Està situada entre les valls de l'Era i del Cecina. Té jaciments de sal i indústria d'alabastre i és seu episcopal.

## Il Duomo
La catedral és del segle xiii (és coneguda per Il Duomo i va ser reconstruïda inicialment cap a l'any 1120 sobre una església dedicada a Santa Maria, però la major part de la construcció i adorns són del segle xiii i probablement obra de Nicola Pisano; l'altar és del segle xv. Va ser restaurada el 1580-1584, el 1842-1843, i el 1934-1936. Té unes 15 capelles, un púlpit, sagristia, oratori, i la tomba de Mario Maffei.

## Monuments religiosos
Altres monuments religiosos són l'església romànica de San Michele Arcangelo segle xiii amb l'Oratorio di San Cristoforo (on es troba la "Madonna col Bambino" atribuït al pintor Vincenzo Tamagni); el Palazzo dei Priori del segle xiii, avui pinacoteca i seu del consell i la junta de Volterra; el baptisteri de San Giovanni del segle xiii, i la torre Campanaria (el campanar) aixecat el 1493.
La resta de les esglésies a esmentar són: San Francesco (amb tombes de la família Guidi entre ells monsenyor Jacopo Guidi, de 1588 i l'almirall Camillo di Jacopo Guidi, del 1719) i que té a l'interior la capella della croce di Giorno, construïda pels Tedecinghi el 1315; San Giusto, construïda el 1627, obra de l'arquitecte florentí Giovanni Coccapani, i continuada pel volterrà Lodovico Incontri, consagrada el 1775, que inclou Lo Gnomone, un rellotge solar fet pel volterrà Giovanni Inghirami el 1801; San Girolamo, disseny de Michelozzo sobre el convent franciscà, el 1445; San Lino, feta edificar pel beat Raffaello Maffei en el suposat lloc de la casa del Papa Lli I, amb la tomba del mateix Raffaello Maffei construïda per Silvio Cosini de Fiesole el 1522; Sant'Alessandro, consagrada suposadament pel Papa Calixte II el 1120; i l'abadia Camaldolese amb església annexa, construïda el 1030 i que conserva els cossos dels Sants Just i Climent.

## Muralles i Mastio
Les muralles actuals són les medievals que van substituir al segle xiii les antigues muralles etrusques. És important la fortalesa dels Mèdici (il Mastio), amb les parts de la Rocca Antica i la Rocca Nuova.

## Museus, arxius, biblioteques
Els museus principals són el Guarnacci (antiguitats etrusques), la Civica Pinacoteca (al Palau Minucci Solaini), el Museu Diocesà d'art Sacre (preparat per Corrado Ricci i obert el 20 de desembre de 1932) i l'ecomuseu de l'Alabastre. La ciutat té un arxiu històric comunal i una biblioteca.

## Història

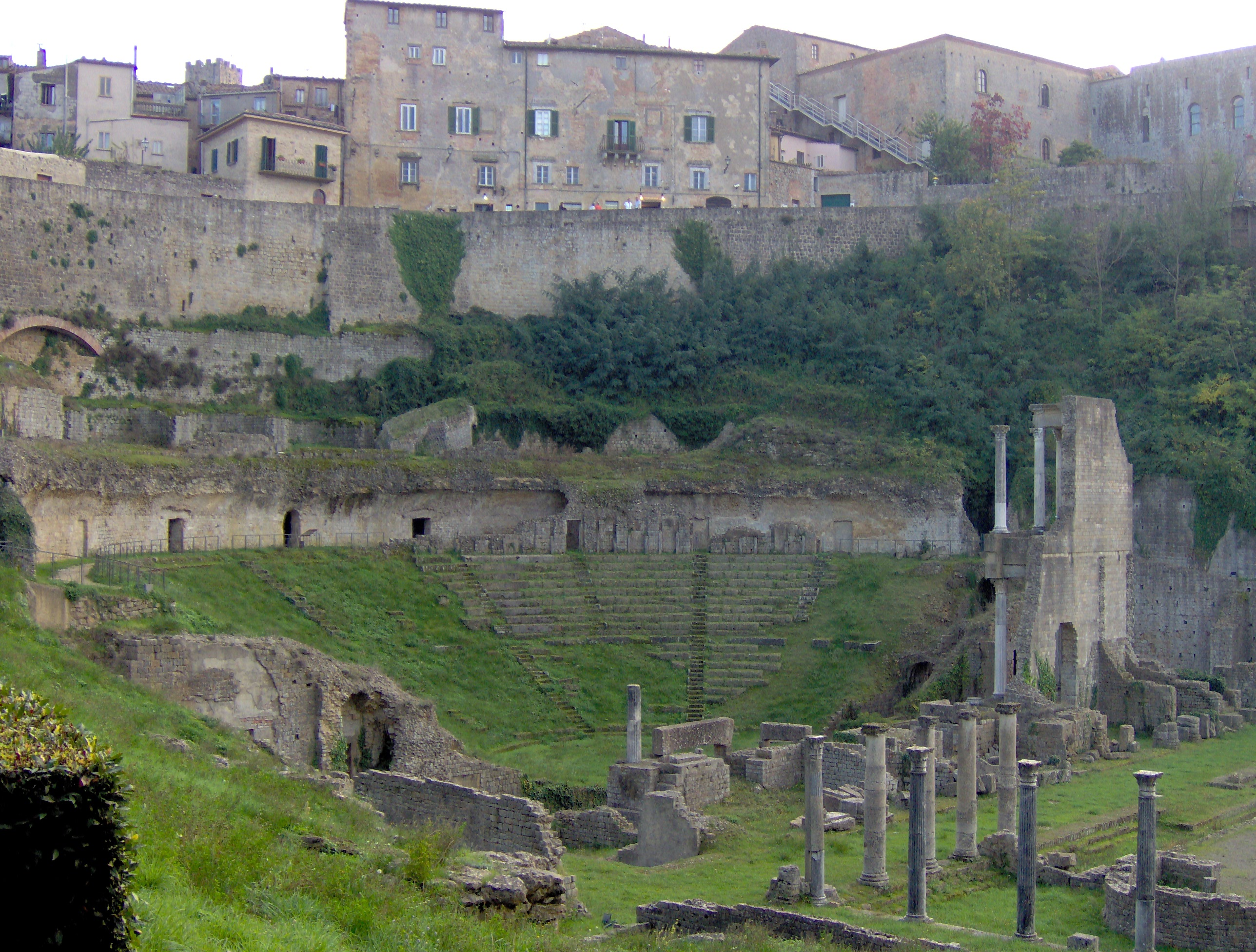
Teatre romà de Volterra